# Christian Dumont
Christian Jean Claude Armand Dumont (Fourcatier-et-Maison-Neuve, 19 de marzo de 1963-Piégon, 6 de agosto de 2021) fue un deportista francés que compitió en biatlón.
Ganó dos medallas en el Campeonato Mundial de Biatlón de 1990, plata en la prueba por relevos y bronce en equipos. Participó en dos Juegos Olímpicos de Invierno, entre los años 1988 y 1992, ocupando el sexto lugar en Albertville 1992, en la prueba por relevos.

## Palmarés internacional
| Campeonato Mundial | Campeonato Mundial      | Campeonato Mundial | Campeonato Mundial |
| Año                | Lugar                   | Medalla            | Prueba             |
| ------------------ | ----------------------- | ------------------ | ------------------ |
| 1990               | Kontiolahti (Finlandia) | Medalla de plata   | Relevo             |
| 1990               | Oslo (Noruega)          | Medalla de bronce  | Equipo             |